# Margareta Westman
Margareta Westman, född 1936, död 2000, var en svensk språkforskare.
Westman var chef för Svenska språknämndens sekretariat från 1985 och behandlade och svarade på språkfrågor i radio och i tidskrifter. Hon publicerade vetenskapliga undersökningar om olika drag i svensk sakprosa. Hon var ordförande för Humanistiska föreningen vid dåvarande Stockholms högskola 1959.
Westman erhöll professors namn 1994.